# Hödingen
Hödingen este o comună din landul Saxonia-Anhalt, Germania.